# Таван-Хара-Ово
Таван-Хара-Ово (также Табун-Хара-Обо; монг. Таван хар овоо) — ударный кратер в аймаке Дорноговь на юго-востоке Монголии.

## Описание кратера
Кратер имеет диаметр ~1,3 километра.
Ободок кратера возвышается примерно на 20-30 метров над дном кратера, дно кратера покрыто слоем озерных отложений толщиной до 171 метров, они же покрыты слоем песка в несколько метров, это свидетельство того, что этот кратер в древние времена был озером, его предполагаемый возраст составляет 150 ± 20 миллионов лет. Объект находится в 470 километрах от Улан-Батора.

## Исследования
Достоверно неизвестно, когда был обнаружен этот кратер, но первыми специалистами, которые его увидели, были И. Т. Зоткин и В. И. Цветков, научное описание географического было сделано О. Суетенко и Л. М. Шкериным в 1970-х годах. Они посчитали, что это, скорее всего, ударная структура. Это было доказано бурением в центре кратера в 2008 году, когда специалисты обнаружили породы, метаморфизованные взрывом метеорита и имеющие характерные плоские деформации.